# Journal of Sex Research
Vous pouvez aider à l'améliorer ou bien discuter des problèmes sur sa page de discussion.
- Il ne cite pas suffisamment ses sources. Vous pouvez indiquer les passages à sourcer avec {{référence nécessaire}} ou {{Référence souhaitée}}, et inclure les références utiles en les liant aux notes de bas de page. (Marqué depuis avril 2024)
- Certaines informations devraient être mieux reliées aux sources mentionnées dans la bibliographie ou les liens externes. Améliorez sa vérifiabilité en les associant par des références. (Marqué depuis avril 2024)

- Archive Wikiwix
- Bing
- Cairn
- DuckDuckGo
- E. Universalis
- Gallica
- Google
- G. Books
- G. News
- G. Scholar
- Persée
- Qwant
- (zh) Baidu
- (ru) Yandex
- (wd) trouver des œuvres sur Wikidata

Le Journal of Sex Research est une revue universitaire évaluée par les pairs couvrant l'étude de la sexualité humaine et le domaine de la sexologie en général. Il est publié par Routledge pour le compte de Society for the Scientific Study of Sexuality (en). En 1963, la société publie un numéro intitulé Advances in Sex Research. Le Journal of Sex Research est publié pour la première fois en 1965. Le rédacteur en chef actuel est Cynthia A. Graham (Université de Southampton).
Selon Journal Citation Reports, la revue a en 2013 un impact de 2 730, se plaçant second sur 92 dans la catégorie « Sciences social, interdisciplinaire » et 26e sur 111 dans la catégorie « Psychologie, clinique ». La revue intègre Annual Review of Sex Research (en) depuis 2009.